# Football Club Crotone 2007-2008
Questa pagina raccoglie i dati riguardanti il Football Club Crotone per la stagione sportiva 2007-2008.

## Rosa
| N. |                            | Ruolo | Calciatore           |
| -- | -------------------------- | ----- | -------------------- |
|    | Italia (bandiera)          | C     | Simone Basso         |
|    | Italia (bandiera)          | C     | Roberto Bischeri     |
|    | Italia (bandiera)          | D     | Simone Bonomi        |
|    | Italia (bandiera)          | D     | Pier Luigi Borghetti |
|    | Italia (bandiera)          | C     | Andrea Briglia       |
|    | Italia (bandiera)          | A     | Massimo Coda         |
|    | Italia (bandiera)          | P     | Emanuele Concetti    |
|    | Italia (bandiera)          | C     | Lorenzo Dal Rio      |
|    | Rep. Dominicana (bandiera) | C     | Vinicio Espinal      |
|    | Italia (bandiera)          | D     | Luca Fiasconi        |
|    | Italia (bandiera)          | D     | Giuseppe Figliomeni  |
|    | Italia (bandiera)          | D     | Simone Fumasoli      |

| N. |                    | Ruolo | Calciatore           |
| -- | ------------------ | ----- | -------------------- |
|    | Italia (bandiera)  | C     | Antonio Galardo      |
|    | Algeria (bandiera) | A     | Abdelkader Ghezzal   |
|    | Italia (bandiera)  | P     | Federico Nicastro    |
|    | Italia (bandiera)  | D     | Angelo Ogbonna       |
|    | Italia (bandiera)  | C     | Gabriele Pacciardi   |
|    | Italia (bandiera)  | D     | Andrea Peana         |
|    | Italia (bandiera)  | C     | Alex Pederzoli       |
|    | Italia (bandiera)  | C     | Nicola Petrilli      |
|    | Italia (bandiera)  | C     | Felice Prevete       |
|    | Italia (bandiera)  | D     | Valerio Quondamatteo |
|    | Italia (bandiera)  | D     | Francesco Rossi      |
|    | Italia (bandiera)  | A     | Nello Russo          |

## Risultati

### Campionato

#### Girone di andata
| 26 agosto 2007 1ª giornata | Lucchese | 1 – 1 | Crotone |  |

| 3 settembre 2007 2ª giornata | Crotone | 3 – 1 | Pistoiese |  |

| 9 settembre 2007 3ª giornata | Perugia | 2 – 1 | Crotone |  |

| 16 settembre 2007 4ª giornata | Crotone | 0 – 0 | Salernitana |  |

| 24 settembre 2007 5ª giornata | Martina | 1 – 5 | Crotone |  |

| 30 settembre 2007 6ª giornata | Crotone | 1 – 0 | Potenza |  |

| 8 ottobre 2007 7ª giornata | Juve Stabia | 0 – 1 | Crotone |  |

| 14 ottobre 2007 8ª giornata | Massese | 0 – 0 | Crotone |  |

| 21 ottobre 2007 9ª giornata | Crotone | 4 – 0 | Sangiovannese |  |

| 29 ottobre 2007 10ª giornata | Sambenedettese | 0 – 0 | Crotone |  |

| 1 novembre 2007 11ª giornata | Crotone | 2 – 1 | Ancona |  |

| 5 novembre 2007 12ª giornata | Crotone | 1 – 1 | Pescara |  |

| 12 novembre 2007 13ª giornata | Arezzo | 3 – 0 | Crotone |  |

| 18 novembre 2007 14ª giornata | Crotone | 1 – 1 | Lanciano |  |

| 25 novembre 2007 15ª giornata | Taranto | 0 – 0 | Crotone |  |

| 3 dicembre 2007 16ª giornata | Crotone | 2 – 1 | Gallipoli |  |

| 9 dicembre 2007 17ª giornata | Sorrento | 1 – 1 | Crotone |  |

#### Girone di ritorno
| 16 dicembre 2007 18ª giornata | Crotone | 2 – 1 | Lucchese |  |

| 23 dicembre 2007 19ª giornata | Pistoiese | 3 – 1 | Crotone |  |

| 14 gennaio 2008 20ª giornata | Crotone | 1 – 1 | Perugia |  |

| 21 gennaio 2008 21ª giornata | Salernitana | 1 – 1 | Crotone |  |

| 3 febbraio 2008 22ª giornata | Crotone | 3 – 1 | Martina |  |

| 10 febbraio 2008 23ª giornata | Potenza | 2 – 0 | Crotone |  |

| 17 febbraio 2008 24ª giornata | Crotone | 2 – 0 | Juve Stabia |  |

| 24 febbraio 2008 25ª giornata | Crotone | 2 – 1 | Massese |  |

| 10 marzo 2008 26ª giornata | Sangiovannese | 3 – 1 | Crotone |  |

| 16 marzo 2008 27ª giornata | Crotone | 3 – 0 | Sambenedettese |  |

| 22 marzo 2008 28ª giornata | Ancona | 2 – 1 | Crotone |  |

| 31 marzo 2008 29ª giornata | Pescara | 1 – 0 | Crotone |  |

| 6 aprile 2008 30ª giornata | Crotone | 1 – 1 | Arezzo |  |

| 13 aprile 2008 31ª giornata | Virtus Lanciano | 0 – 0 | Crotone |  |

| 20 aprile 2008 32ª giornata | Crotone | 0 – 0 | Taranto |  |

| 27 aprile 2008 33ª giornata | Gallipoli | 0 – 2 | Crotone |  |

| 4 maggio 2008 34ª giornata | Crotone | 2 – 0 | Sorrento |  |

### Play-off

#### Semifinale
| 18 maggio 2008 andata | Crotone | 3 – 2 | Taranto |  |

| 25 maggio 2008 ritorno | Taranto | 2 – 0 | Crotone |  |